# Rhodobryum le-ratii
Rhodobryum le-ratii är en bladmossart som beskrevs av Jean Édouard Gabriel Narcisse Paris och Brotherus 1906. Rhodobryum le-ratii ingår i släktet rosmossor, och familjen Bryaceae. Inga underarter finns listade i Catalogue of Life.